# 엘리자베스 로프터스

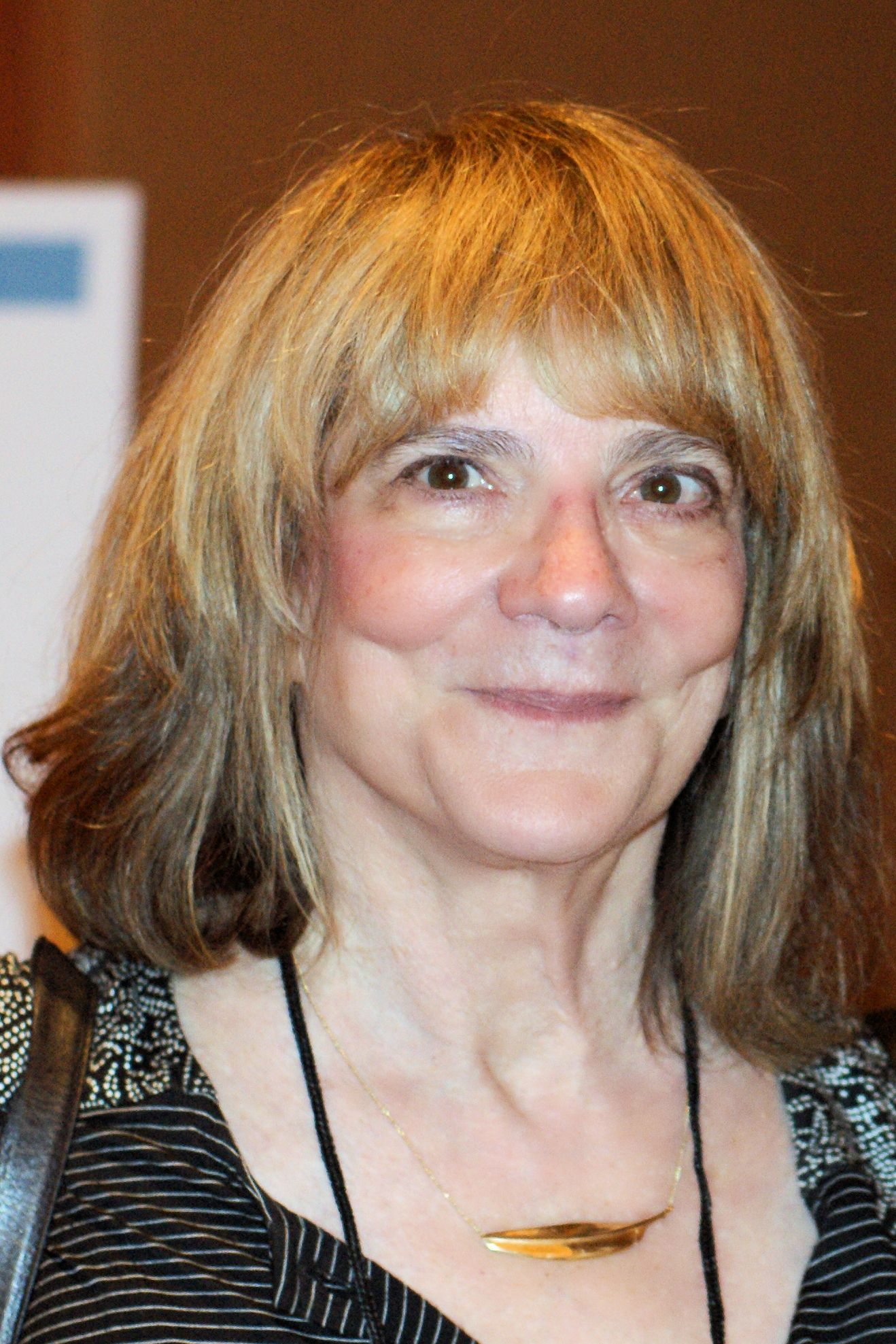
엘리자베스 로프터스

엘리자베스 로프터스(Elizabeth F. Loftus, 1944년 10월 16일~ )는 미국의 인지심리학자(cogjitive psychologist)이자 인간 기억 전문가이다. 로프터스는 인간 기억의 유연성(malleability)에 대한 연구를 수행해 왔다. 오정보 효과(misinformation effect)와 목격자 기억(eyewitness memory), 오기억(false memory)의 제작과 본질, 아동 성학대의 회복 기억(recovered memory)에 대한 연구로 잘 알려져 있다. 실험실 내 연구뿐 아니라, 법률적 배경에도 연구를 적용하기도 하였다. 수백 개의 사례에 대한 전문가적 목격자 증언에 대해 자문을 제공하거나 증언을 제공하였다. 2002년, 로프터스는 Review of General Psychology 선정 20세기 영향력 있는 심리학자 100명 중 58위에 등재되었는데, 여성 중에서는 가장 높은 순위로 올랐다.
현재 캘리포니아 대학의 심리학·범죄학·인지과학 교수로 활동하고 있다. 그녀는 거짓 기억, 조작될 수 있는 기억에 대해 연구하고, 기억은 조작될 수 있다고 주장한다. 그녀는 이런 주장을 근거로 하여 테드 번디, O. J. 심슨 등을 증언하고 성폭행 피해자의 기억이 왜곡되었을 수 있다는 주장을 제기하여 저서로 《목격자 증언(EYEWITNESS TESTIMONY)》(1979), 《변호를 위한 증언(WITNESS FOR THE DEFENSE)》(1991) 등이 있다.

## 교육 및 초기 생애
엘리자베스 피쉬맨(Elizabeth Fishman)은 미국 캘리포니아(California) 주 로스앤젤레스(Los Angees) 벨 에어(Bel Air)의 유대인 가정에서 태어났다. 아버지 시드니 피쉬맨(Sidney Fishman)은 의사였고 어머니 레베카 피쉬맨(Rebecca Fishman)은 도서관 사서였다. 14세 때, 어머니는 익사하였다.
1966년 캘리포니아 대학(University of California) 로스앤젤레스(Los Angeles) 캠퍼스에서 고영예의 수리심리학(mathematical psychology) 문학학사(Bachelor of Arts, BA) 학위를 수여받았다. 스탠포드대학교(Stanford University)에서 1967년 수리심리학 석사학위(MA), 1970년 수리심리학 박사학위(Ph.D)를 받았다. 동료들 중에 유일한 여성이었다. 논문 제목은 "An Analysis of the Structural Variables That Determine Problem-Solving Difficulty on a Computer-Based Teletype."이었다.
1968년, 동료 심리학자 조프리 로프터스(Geoffrey Loftus)와 결혼, 이후 남편 성을 따랐다. 로프터스 부부는 1991년 이혼했지만 친구로 남아 있다. 자식은 없다.

## 경력•연구
로프터스는 1970년 뉴욕시(New York City) 사회연구 뉴 스쿨(New School for Social Research)에 처음 부임했다. 이곳에서 로프터스는 장기 기억(longterm memory)의 의미있는 정보, 의미 기억(semantic memory)에 대해 연구하였다. 그러나 로프터스는 곧 더 큰 사회학 관련 연구를 하고 싶다는 것을 깨달았다. 로프터스는 의미 기억에 관한 자신의 발견을 설명해 주었던 지인과의 대화를 통해 이런 사실을 알았다. 이 지인은 연구 가치에 비해 높은 비용에 놀라워했다.

### 오정보 효과
1973년, 로프터스는 워싱턴 대학교(University of Washington)에서 조교수직을 맡았다. 로프터스는 어떻게 기억이 실제 현실 세계에서 작동하는지에 관한 일련의 연구들을 새로 시작할 수 있었는데, 목격자 증언(eyewitness testimony)에 대한 임상연구(empirical study)를 시작하였다. 처음 수행한 연구 중 하나는 자동차 파괴 연구(automobile destruction study)의 재현이었다. 이는 한 사건 발생 이후 이를 증명하는 정보가 유도심문(leading question) 등을 통하여 목격자 기억(eyewitness memory)을 왜곡할 수 있는지 여부를 검토하도록 설계되었다. 이전 연구들은 기억이 반드시 실제 사건을 정확하게 반영하는 것이 아니며, 과거 경험과 기타 조작으로 구축될 수 있다는 것을 증명해 왔었다. 로프터스의 연구는 질문을 만드는 방식이나 어휘 배치(wording)가 피실험자의 기억을 바꾸었다는 것을 보여주었다. 로프터스의 다음 연구는 유도심문 을 하거나 오정보(misleading information)를 제공하는 것도 사건 원형에 대한 기억에 영향을 주는지 여부를 검토하는 것이었다. 이를 위해, 로프터스는 오정보 효과(misinformation effect)라는 패러다임을 개발하였다. 이는 사건에 대한 부정확한 정보나 사건후 정보(post-event information)의 다른 형태에 노출된 후에는 목격자의 기억이 바뀐다는 것, 그리고 기억이란 쉽게 변하고(malleable) 암시(suggestion)에 취약하다는 것을 보여준다. 오정보 효과는 심리학에서 가장 영향력 있고 널리 알려졌으며, 오정보 효과에 대한 로프터스의 초기 연구는 기억의 정확도를 향상시키거나 떨어뜨리는 요소들, 그리고 효과의 기저에 있는 인지 메커니즘(cognitive mechanism)을 탐색하는 무수한 후속 연구들을 촉발시켰다.

#### 전문가 증언
로프터스는 다양한 판례에서 나타나는 목격자 기억에 대한 본질에 대하여 법정에서 증언하거나 법정에 조언을 주었다. 연구를 실제 법체계에 직접 적용한 것은 1974년 발표한 소논문에서 시작했다. 논문은 심리과학(psychological science)의 연구 성과와 로프터스가 직접 목격한 한 살인 사건 재판에서의 목격자 진술 간의 관계에 관한 것이었다. 재판에서는 실제와 배치되는 목격자 증언이 사건 입증에 있어 중요한 역할을 하였다. 논문을 읽은 변호사들은 로프터스를 만나 판례에 대한 고문을 요청하였고, 판사들도 목격자 증언에 관한 교육 세미나를 요청하였다. 로프터스는 법조인들에 대한 교육가로서의 로프터스의 경력이 이렇게 시작되었다. 1975년, 로프터스는 목격자 기억, 특히 목격자 신분확인에 대하여 워싱턴 주(Washington State) 최초 전문가 증언(expert testimony)을 제시한 판례(legal precedent)를 만들었다. 이후로도 로프터스는 250개의 판례에서 증언하였고, 더 많은 판례에 대하여 조언하였다.
로프터스가 간여한 유명한 사례로는 맥마틴 보육원 판례(McMartin preschool trial), O.J. 심슨(O. J. Simpson), 연쇄살인마 테드 번디(Ted Bundy) 재판, 윌리 막(Willie Mak) 재판(일명 와 미 살인Wah Mee massacre), 앤젤로 부오노 주니어(Angelo Buono Jr.), 앱스캠 판례(Abscam cases), 올리버 노스(Oliver North) 재판, 로드니 킹(Rodney King) 구타로 피소된 경찰들에 대한 재판, 하비 와인스타인(Harvey Weinstein) 성 학대 재판, 메넨데즈 형제(Menendez brothers) 재판, 헤이그(the Hague)에서의 보스니아 전쟁(Bosnian War) 재판, 오클라호마시티 폭탄 테러(Oklahoma City bombing) 사례에 간여하였고, 또한 마이클 잭슨(Michael Jackson), 마사 스튜어트(Martha Stewart), 루이스 스쿠터 리비(Lewis Scooter Libby), 듀크대학교 라크로스팀 판례(Duke lacrosse case) 송사에도 간여하였다.

### 기억전쟁
1990년대초, 로프터스는 발생한 적이 없는 사건들에 오기억(false memories)을 심을 수 있는지를 검토하는 연구에 눈을 돌렸다. 이러한 새로운 연구는 동기는 1990년 전문가 증언을 의뢰받은 한 재판에서 비롯되었다. 흥미로운 것은 사건에서 조지 프랭클린(George Franklin)이 살인범으로 기소되었지만, 유일한 증거는 프랭클린의 딸 에일린 프랭클린-립스커(Eileen Franklin-Lipsker)가 제공한 것이었다. 에일린은 20년전 어렸을 적 친구였던 수전 네이슨(Susan Nason)을 아버지가 강간하고 살해하였으나 그 기억을 억압하였고, 최근 심리치료를 받으면서 억압된 기억을 회복했다고 주장하였다. 로프터스는 기억의 가변성(malleability of memory)에 대한 증거를 제시하였지만, 에일린이 주장하는 특정 종류의 기억에 대한 연구에 대해 아는 바가 없다는 사실을 인정해야만 했다. 결국 프랭클린은 유죄를 선고받았지만, 1996년 항소를 통해 석방되었다.
이 당시, 법정 내외에서 많은 사람들은 트라우마(trauma)에 대한 회복기억(recovered memory)에 근거하여 고발을 제기하였다. 로프터스는 이런 회복기억들이 실제로는 심리치료사들의 암시기법(suggestive technique)을 통해 만들어지거나 자기계발서들을 통해 왜곡된 오기억인지 여부를 찾기 위하여 연구를 시작하였다. 윤리적인 차원에서 로프터스는 어렸을 적에 친척에게 성적 학대를 당한 이들을 연구대상자로 채용할 수 없었다. 그래서 로프터스는 대상자에게 피해를 주지 않고 유년기 트라우마에 관한 인식체계를 찾아야만 했다. 제자 짐 코언(Jim Coan)이 '쇼핑몰에서 미아가 된 기법(lost in the mall technique)'을 고안하였다. 이는 유년기에 쇼핑몰에서 잃어버렸다는 오기억을 심어주고, 거짓된 사건에 대해 언급하는 것이 발생한 적 없는 사건의 기억을 만들어낼 수 있는지를 시험하는 것이다. 최초 연구에서 로프터스는 대상자 25%가 기억을 만들었는데, 이는 '대량 오기억(rich false memory)'이라고 하여, 실제론 일어난 적 없는 사건에 대한 기억을 말한다. 이 기법의 확장 및 변형 연구를 통해, 평균 실험대상자 1/3이 실제론 일어난 적 없는 유년기 사건을, 그것도 고도의 트라우마성의 발생 불가능한 사건을 경험하였다고 설득되었다는 것이 확인되었다. 로프터스의 연구는 법정에 제출된 회복기억 증거를 반박하는데 사용되었으며, 그 결과, 회복기억의 재판 내 활용에 있어 보다 엄격함을 요구하게 되었고, 동시에 보강증거(corroborating evidence)에 대한 요구가 더 커졌다. 또한 일부 주(state)에서는 회복기억 증거에 기반한 기소를 불허하였으며, 보험회사들도 회복기억에 관하여 의료사고소송(malpractice suit)에 대한 심리치료사들을 보증하는 것이 더 까다로워졌다.

#### 연구에 대한 비판과 괴롭힘

##### 비판
소핑몰 미아 기법을 통한 로프터스의 첫 연구는 대상자 선정 방식에 관한 윤리 관점에서 린 크룩(Lynn Crook)과 마사 딘(Martha Dean)에 의해 비판받았다. 케네스 포프(Kenneth Pope)는 오기억과 잘못된 치료 기법에 대한 결론을 낸 방식을 지나치게 일반화하였다고 지적하였다. 이들은 로프터스 연구에서 오류, 과장, 생략을 찾아내는데 주력하였다. 로프터스는 이에 대한 반박글을 내고, 비판들이 연구에 대한 이해보다는 개인적인 원한에 근거한 것 같다고 하였다. 연구 창출 윤리에 대하여, 로프터스는 자신의 한 동료가 주로 그의 딸을 데리고 연구를 주도하였으며, 후에 로프터스 자신이 가르치던 학부생 강의의 일부분으로서 그 아이디어를 재논의하였다고 진술하였다. 또한 로프터스는 참가자들이 이후에 나쁜 영향은 없었으며, 연구 설계와 성과는 계속 반복되어, 결론의 건전성을 보였다고 강조하였다. 동료 연구자들의 반대 외에도, 로프터스는 한 검사로부터 모욕을 당하거나 자신을 알아 본 한 비행기 승객으로부터 공격을 받았으며, 혐오 우편이나 살해 위협을 받기도 했고, 초대연설에서도 경호원을 대동해야 했다. 2000년, 뉴질랜드 심리학 협회(the New Zealand Psychological Society) 학회에서 로프터스를 기조연설자로 초대했을 때, 협회의 과학 관련 임원 존 리드(John Read)는 직을 사퇴하고 로프터스 연구를 비판하는 자료를 참석자들에게 배포하였다. 로프터스는 토마토가 날아올 수 있다는 두려움에 연설용 자켓을 가장 좋은 것으로 입지 않았다고 말하였다.

##### 괴롭힘
회복기억 이론에 대한 비판, 그리고 아동 성 학대에 관한 기억 및 보육교사 성학대 히스테리(day care sex abuse hysteria)의 일부로서 잘못된 혐의를 뒤집어 씌울 수 있다는 증언을 한 이후, 로프터스는 음모론자(conspiracy theorist) 다이애너 나폴리스(Diana Napolis)에게 온라인 괴롭힘을 당하였다. 나폴리스는 로프터스가 사탄 의식 학대(satanic ritual abuse)에 참가하였거나 더 큰 음모를 위해 이를 무마시켰다고 주장하였다.

#### 제인 도 사건
로프터스에게 가장 악영향을 미친 사건은 제인 도 사건(Jane Doe case)이다. 제인 도(Jane Doe)는 영미권에서 신원불명의 여성 변사체나 익명 처리된 여성용의자에게 사용하는 이름을 말한다. 이 사건에서의 '제인 도'의 본명은 니콜 타우스(Nicole Taus)이다. 1997년, 데이비드 코윈(David Corwin)과 동료 어나 올라프슨(Erna Olafson)은 한 사례 연구집을 출판하였다. 이는 일견 유년기 성적 학대를 정확히 묘사하는 회복기억에 관한 실제 사례였다. 로프터스와 동료 멜빈 가이어(Melvin Guyer)는 의심을 품고 더 조사하기로 결심하였다. 기록물과 타우스 주변인 면담을 통해, 로프터스 등은 코윈이 원문에 추가하지 않은 정보, 즉 학대에 관한 타우스의 기억이 암시(suggestion)에 상당한 영향을 받은 것으로 거짓이라는 정보를 발견하였다. 로프터스와 가이어는 조사를 진행하는 동안, 타우스는
While Loftus and Guyer were conducting their investigation, Taus contacted the 워싱턴 대학교(University of Washington)와 접촉, 사생활 침해로 로프터스를 고소하였다. 이에 대한 대응으로, 학교측은 로프터스의 파일들을 압수하고 로프터스를 21개월간 조사하였으며, 그 기간동안 연구 성과물을 공유하지 못하도록 했다. 결국 대학측은 로프터스의 혐의를 모두 벗겨내었고, 성과물을 인쇄하도록 허락하였다. 이때가 2002년이었다.
2003년, 2002년 출판으로 인해 타우스는 로프터스, 워싱턴 대학교, 기타 인물들에게 소송을 제기하였다. 소송에서는 사생활 침해, 명예훼손, 사기, 정신적 피해 등의 이유로 혐의가 제기되었다. 기소조항(count)과 소송사유(cause of actuon)만 총 21개였다. 그러나 2007년 2월, 캘리포니아주 대법원(Supreme Court of California)은 전략적 봉쇄소송(strategic lawsuit against public participation, SLAPP) 제정법(legislation)에 관한 기소조항 1개를 제외한 나머지를 모두 기각하였다. 남은 1개의 기소조항은, 코윈이 타우스의 양모를 인터뷰하는 과정에서 자신이 코윈의 감독관 역할을 했다고 로프터스가 누명을 씌웠다는 타우스의 주장이었다. 2007년 8월, 로프터스의 보험회사가 하나 남은 혐의에 대한 재판에 들어갈 비용을 커버하는 대신 7,500달러로 성가신 재판을 끝내는 것(Frivolous litigation, nuisance settlement)으로 합의하면서, 사건은 마무리되었다. 타우스는 피고 전원의 소송비용 450,578.50달러를 지불하라는 판결을 받았다. 이후 타우스는 판결에 대해 항소하였다. 2009년, 로프터스는 사건에 대하여 분석한 것을 출간하였다.

### 이후 연구
2001년, 로프터스는 워싱던 대학교와 29년동안 살았던 시애틀의 집을 떠나 캘리포니아 대학교 어바인(University of California, Irvine, UCI)에서 근무하였다. 이곳에서 로프터스는 사회생태학 특훈교수(Distinguished Professor of Social Ecology)이자 법학교수(Professor of Law), 심리학 및 사회행동학과(Departments of Psychology and Social Behavior)와 범죄학, 법학, 사회학과(Criminology, Law, and Society) 인지과학교수(Professor of Cognitive Science)이다. 또한 심리학•법학센터(The Center for Psychology and Law)의 센터장이며 학습 및 기억에 관한 신경생리학 센터(Center for the Neurobiology of Learning and Memory)의 동료교수이다. UCI 부임 이후 로프터스의 연구는 특정 음식을 먹고자 하는 욕구를 감퇴시키는 오기억의 효용과 같은, 오기억의 행동적 영향과 잠재적 이익에 대해 주목하였다.

## 같이 보기
- 암시
- 억압기억
- 오정보효과